# 카리스마 카펜터
카리스마 카펜터(Charisma Carpenter, 1970년 7월 23일 ~ )는 미국의 배우이다.

## 출연 작품
- 리틀 포니 프린세스 (2019)
- 더 그리들 하우스 (2018)
- 50가지 욕망의 그림자 (2015)
- 도어웨이 투 헤븐 (2013)
- 헌티드 하이 (2012)
- 익스펜더블 2 (2012)
- 데들리 시블링 라이버리 (2011)
- 옵세션  (2011)
- 하우스 오브 본즈 (2010)
- 익스펜더블 (2010)
- 싸이코시스 (2009)
- CSI 라스베가스 시즌9 (2008)
- 그릭 1 (2007)
- 베로니카 마스 (2004)
- 그룸스멘 (2001)
- 더 레이트 레이트 쇼 위드 크레이그 킬본 (1999)
- 엔젤 (1999)
- 뱀파이어 해결사 (1997)